# Перрин, Фредерик
Фредерик Перрин (англ. Frederick Perrin; 5 декабря 1815 — 27 января 1889) — американский шахматист.
В 1857 году участвовал в 1-м американском шахматном конгрессе проходившем в Нью-Йорке.

## Спортивные результаты
| Год  | Город    | Соревнование                                                                                              | + | −  | = | Результат     | Место |
| ---- | -------- | --- | - | -- | - | ------------- | ----- |
| 1857 | Нью-Йорк | 1-й американский шахматный конгресс 1/8 финала против Хуберта Нотта 1/4 финала против Теодора Лихтенхайна |   |    |   | 3 из 5 0 из 3 |       |
| 1874 | Чикаго   | 3-й американский шахматный конгресс                                                                       | 2 | 10 | 0 | 2 из 12       | 6     |